# 大井川鉄道310系電車
大井川鉄道310系電車（おおいがわてつどう310けいでんしゃ）は、大井川鉄道（現・大井川鐵道）が1970年（昭和45年）に名古屋鉄道（名鉄）より同社保有の3800系電車2両を譲り受け、導入した電車である。
大井川鉄道は1972年（昭和47年）に同じく名鉄3800系4両を譲り受けたが、こちらは先に導入された車両とは異なり名鉄在籍当時の車両番号を変更せず、3800系電車として導入した。
本項では、後年310系の制御車クハ510形を改造して竣工したオープン構造の納涼展望電車クハ86形を含め、名鉄3800系を譲り受けて導入した6両の車両群について詳述する。

## 導入経緯
大井川鉄道と日本国有鉄道（国鉄）は、1969年（昭和44年）4月に国鉄の静岡駅と大井川本線の千頭駅を結ぶ直通快速列車「奥大井」の運行を開始した。「奥大井」は静岡県中心部や関東圏からの観光客を中心に好評を博したため、次いで大井川鉄道は自社線内のみを運行する急行列車の運行を計画した。この急行列車の運行に際しては専用の車両を導入することとし、当時大井川鉄道の経営に参画して間もない名鉄より3800系3805編成（モ3805-ク2805）の譲渡を受けた。
同編成は大井川鉄道への譲渡に際して、名鉄鳴海工場において車内客用扉間の座席を転換クロスシート仕様に改装するなど各種改造を施工し、制御電動車モハ310形 310（元モ3805）・制御車クハ510形 510（元ク2805）と形式称号および記号番号を改めた。モハ310+クハ510は1970年（昭和45年）10月29日付で竣工、翌1971年（昭和46年）1月1日に急行列車「すまた」の専用車両として運用を開始した。
さらに、1972年（昭和47年）には3800系3822編成（モ3822+ク2822）・3829編成（モ3829+ク2829）の2編成を譲り受けた。この2編成はいずれも名鉄7300系の新製に際して台車・主電動機などを供出して廃車となり、車体と一部の主要機器のみが譲渡対象となったものであった。
導入に際しては大井川鉄道が保有する旧型車両の更新名義で竣工し、名鉄保有車両の廃車発生品を搭載したモ3829を除く3両は名義上の種車より主要機器を流用、モハ3800形 3822（元モ3822）・3829（元モ3829）およびクハ2800形 2822（元ク2822）・2829（元ク2829）として導入された。
このため、先に導入された310系2両が形式称号は変更されたものの車籍は名鉄3800系としてのものを継承しているのに対して、3800系として導入された4両は車両番号こそ名鉄在籍当時と変化はないが、車籍は名鉄3800系としてのものではなく名義上の種車となった車両のものを継承している。
|          | 名鉄在籍当時車番 | 名義上の種車 | 機器流用元     |
| モハ3822 | モ3822           | モハ308      | モハ308        |
| モハ3829 | モ3829           | モハ301      | （名鉄発生品） |
| クハ2822 | ク2822           | クハ504      | クハ504        |
| クハ2829 | ク2829           | クハ502      | クハ502        |

上記経緯により、310系モハ310+クハ510、および3800系モハ3822+クハ2822・モハ3829+クハ2829の計3編成6両が導入された。

## 車体
全長17,430 mm・全幅2,744 mm、2扉構造片運転台仕様の半鋼製車体を備える。導入に際して車体周りの改造は一切行われず、6両いずれも外観上は名鉄在籍当時の原形を保っている。名鉄3800系は1960年代以降に過半数の車両が運転台位置を嵩上げする高運転台化改造を施工されていたが、大井川鉄道における仕様条件の都合により、譲渡された6両はいずれも原形の低運転台仕様のまま存置された車両から選定されている。
車体塗装は構体腰板部付近を境界として、下部分を赤・上部分をクリーム色とした新塗装を採用した。この塗装は従来の青とイエロークリームの2色塗りに代わり、大井川鉄道における標準塗装として従来車にも普及した。のちに塗り分け位置を窓下補強帯（ウィンドウ・シル）の下端部を境界とするよう改め、赤色部分の面積が拡大された。
なお、モハ310+クハ510となった3805編成は名鉄3800系の1次車に、モハ3822+クハ2822・モハ3829+クハ2829は同2次車に相当するため、前者の屋根上ベンチレーター（通風器）がガーランド形であるのに対して、後者は押し込み形である点が異なる。
車内座席は、310系が前述のとおり、客用扉間の座席を転換クロスシートとしたセミクロスシート仕様であるのに対して、3800系2編成はいずれも原形のロングシート仕様で竣工した。

## 主要機器
310系は名鉄在籍当時からの主要機器をそのまま搭載する。電動カム軸式の東洋電機製造ES-516-C間接自動進段制御装置・TDK-528/9-HM直流直巻電動機（端子電圧750 V時定格出力112.5 kW、同定格回転数1,188 rpm）・常用制動のAMA / ACA自動空気ブレーキ装置・日本車輌製造D18台車など、名鉄在籍当時と仕様に変化はない。
一方で、3800系については前述のとおり、名鉄7300系に台車・主電動機などを供出した状態で譲渡され、モハ3822・クハ2822・クハ2829の3両は導入に際して大井川鉄道保有の旧型車から主要機器を転用した。機器供出元は、モハ3822が旧南武鉄道モハ150形を出自とする買収国電払い下げ車のモハ308、クハ3822が元西武鉄道モハ231形譲受車のクハ504、クハ2829が旧宮城電気鉄道モハ601形を出自とする買収国電払い下げ車のクハ502となっている。また、モハ3829のみは前述の通り名鉄車両の発生品を転用し、名義上の種車であるモハ301（元国鉄モハ1形）からは機器供出を受けていない。
そのため、主電動機はモハ3822が国鉄制式機種のMT15直流直巻電動機（端子電圧675 V時定格出力100 kW、同定格回転数653 rpm）を歯車比2.52 (63:25) で搭載するのに対して、モハ3829はモハ310と同様にTDK-528/9-HMを歯車比3.21 (61:19) で搭載し、両者で仕様が異なる。ただし制御装置については名鉄7300系への供出対象とならなかったため、モハ3822・モハ3829ともモハ310と同じく名鉄在籍当時からのES-516-Cを搭載する。台車はモハ3822が国鉄制式台車のDT11、モハ3829がモハ310と同じくD18、クハ2822がD16、クハ2829が国鉄制式台車のTR11Aをそれぞれ装着する。

## 運用
導入後の310系は急行列車「すまた」用車両として運用され、竣工直後は「すまた」の列車名の由来である寸又峡温泉を宣伝する目的で側面に女性の入浴姿を描いたイラストが描かれ、前頭部には専用ヘッドマークを掲出して運行された。
一方、3800系は一般列車用車両として運用されたが、モハ3822+クハ2822は1974年（昭和49年）に310系と同じく急行列車「すまた」運用に供する目的で客用扉間の座席を近鉄10000系「ビスタカー」の廃車発生品に換装し、セミクロスシート仕様に改められた。
1980年代に至り、早期に譲渡されたモハ310+クハ510は老朽化の進行と後継形式の導入に伴って次期廃車候補に挙げられた。その後、大井川鉄道は1986年（昭和61年）夏季に納涼展望電車の導入を計画した。その種車に遊休状態であった310系クハ510が選定され、自社新金谷車両区において改造を施工、同年7月21日付でクハ86形861として竣工した。「86形」の形式称号は竣工年の1986年に由来するものである。
改造に際しては側面乗務員扉より後部の構体について窓下補強帯（ウィンドウシル）上部から幕板部分にかけての外板をすべて撤去し、客用扉も埋込撤去してオープン構造に大改造された。車内には地元より産出された木材を使用した木製クロスシートとテーブルが配置され、また千頭営林署より寄贈された樹齢300年の奥大井産天然木を用いた竣工記念プレートが設置された。車体塗装は薄水色をベースカラーとして水色の水玉模様を配したクハ861独自の塗装に変更された。クハ861は形式記号「クハ」が示すとおり電車（制御車）であるものの、電車のほか、蒸気機関車または電気機関車による牽引列車のいずれとも連結可能な構造とされた。
クハ510の納涼展望電車化改造によって編成相手を失ったモハ310は、その後廃車前提の休車状態で放置され、末期はパンタグラフ・前照灯などを撤去されたのち、1992年（平成4年）3月31日付で廃車となった。
3800系はその後も継続運用され、1988年（昭和63年）にモハ3829+クハ2829が客用扉間の座席を名鉄7000系の廃車発生品を流用して転換クロスシート仕様に改装、3800系は2編成ともセミクロスシート仕様で統一された。
1990年代半ば以降、モハ3822+クハ2822・モハ3829+クハ2829についても経年による老朽化が進行したため21000系（元南海21001系）・16000系（元近鉄16000系）など冷房装置を搭載したカルダン駆動車の導入に伴って運用を離脱、モハ3822+クハ2822は1997年（平成9年）6月10日付で、モハ3829+クハ2829は1998年（平成10年）12月26日付でそれぞれ廃車となった。
さらに、末期は千頭駅構内にて休車状態で留置されたクハ861についても、1999年（平成11年）3月31日付で廃車となり、大井川鉄道に譲渡された名鉄3800系は全廃となった。なお2014年（平成26年）3月時点では、新金谷駅構外側線に荒廃した車体が残っていたが、既に解体され現存しない。